# Интегральный оператор Фредгольма
Интегра́льный опера́тор Фредго́льма — вполне непрерывный линейный интегральный оператор вида
{\displaystyle (Af)(x)=\int _{G}K(x,t)f(t)\,dt,}
отображающий одно пространство функций в другое. Здесь {\displaystyle G} — область в евклидовом пространстве {\displaystyle \mathbb {R} ^{n}}, {\displaystyle K(x,t)} — функция, заданная на декартовом квадрате {\displaystyle G\times G}, называемая ядром интегрального оператора. Для вполне непрерывности оператора {\displaystyle A} на ядро {\displaystyle K(x,y)} накладываются дополнительные ограничения. Чаще всего рассматривают непрерывные ядра, {\displaystyle L_{2}}-ядра, а также полярные ядра. Интегральный оператор Фредгольма и его свойства используются при решении интегрального уравнения Фредгольма.

## Свойства

### Линейность
Интегральный оператор Фредгольма является линейным, то есть {\displaystyle A(\alpha f+\beta g)=\alpha Af+\beta Ag}.

### Непрерывность
Интегральный оператор с непрерывным на {\displaystyle {\bar {G}}\times {\bar {G}}} ядром {\displaystyle K(x,y)}, переводит {\displaystyle L_{2}(G)} в {\displaystyle C({\bar {G}})} (и, следовательно, {\displaystyle C({\bar {G}})} в {\displaystyle C({\bar {G}})} и {\displaystyle L_{2}(G)} в {\displaystyle L_{2}(G)}) и ограничен (непрерывен), причём
{\displaystyle \|Af\|_{C}\leq M{\sqrt {V}}\|f\|_{L_{2}},\quad f\in L_{2}(G),}
{\displaystyle \|Af\|_{C}\leq MV\|f\|_{C},\quad f\in C({\bar {G}}),}
{\displaystyle \|Af\|_{L_{2}}\leq MV\|f\|_{L_{2}},\quad f\in L_{2}(G),}
где
{\displaystyle M=\max \limits _{x\in {\bar {G}},\,y\in {\bar {G}}}|K(x,y)|,\quad V=\int _{G}dy.}.
Интегральный оператор с {\displaystyle L_{2}}-ядром:
{\displaystyle \int _{G}\int _{G}|K(x,y)|^{2}dx\,dy\leq N^{2}<\infty }
переводит {\displaystyle L_{2}(G)} в {\displaystyle L_{2}(G)}, непрерывен и удовлетворяет оценке:
{\displaystyle \|Af\|_{L_{2}}\leq N\|f\|_{L_{2}}.}
Существуют условия непрерывности интегральных операторов из {\displaystyle L_{p}} в {\displaystyle L_{q}}.

### Вполне непрерывность
Интегральный оператор с непрерывным ядром {\displaystyle K(x,y)} является вполне непрерывным из {\displaystyle L_{2}(G)} в {\displaystyle C({\bar {G}})}, то есть переводит любое множество, ограниченное в {\displaystyle L_{2}(G)}, в множество, предкомпактное в {\displaystyle C({\bar {G}})}. Вполне непрерывные операторы замечательны тем, что для них справедлива альтернатива Фредгольма. Интегральный оператор с непрерывным ядром является пределом последовательности конечномерных операторов с вырожденными ядрами. Аналогичные утверждения справедливы для интегрального оператора с {\displaystyle L_{2}}-ядром.
Существуют также более слабые достаточные условия вполне непрерывности (компактности) интегрального оператора из {\displaystyle L_{p}} в {\displaystyle L_{q}}.

## Сопряжённый оператор
Сопряжённый оператор к оператору {\displaystyle A} с {\displaystyle L_{2}}-ядром в гильбертовом пространстве {\displaystyle L_{2}(G)} имеет вид
{\displaystyle (A^{*}f)(x)=\int _{G}{\overline {K(y,x)}}f(y)\,dy.}
Если {\displaystyle K(x,y)={\overline {K(y,x)}}}, то интегральный оператор Фредгольма {\displaystyle A} является самосопряжённым

## Обратный оператор
При достаточно малых значениях {\displaystyle |\lambda |} оператор {\displaystyle I-\lambda A} (где {\displaystyle I} — единичный оператор) имеет обратный вида
{\displaystyle I+\lambda R}, где {\displaystyle R} — интегральный оператор Фредгольма с ядром {\displaystyle R(x,y,\lambda )} — резольвентой ядра {\displaystyle K(x,y)}.